# 王綬輝
王綬輝（1914年—1967年），字光軍，河北博野人，中华民国军事将领。

## 生平
陸軍官校第11期交通科、交輜學校乙級學員班第2期、美國裝甲兵學校、美國陸軍指揮參謀大學第24期、革命實踐研究院軍官訓練團第5期畢業。国共内战期间，担任战车第二营营长（驻防北京丰台）。歷任陸軍裝甲兵學校教育處上校處長、陸軍上校副師長、總統府上校。1957年，任装甲第二师师长。1958年，任陆军总司令部第一军团参谋长。1960年，升任装甲兵副司令。1964年，任装甲兵学校校长。1967年，任装甲兵训练指挥部副指挥官、陆军中将。1967年於任內病故。
妻子:王李榮吉
子:王同會，王會平
女:王憶平